# Luperón
Luperón è un comune della Repubblica Dominicana di 18.912 abitanti, situato nella Provincia di Puerto Plata. Comprende, oltre al capoluogo, tre distretti municipali: La Isabela, Belloso e El Estrecho.